# 1708
Portal Geschichte | Portal Biografien | Aktuelle Ereignisse | Jahreskalender | Tagesartikel

◄ |
17. Jahrhundert |
18. Jahrhundert
| 19. Jahrhundert | ►

◄ |
1670er |
1680er |
1690er |
1700er
| 1710er | 1720er | 1730er | ►

◄◄ |
◄ |
1704 |
1705 |
1706 |
1707 |
1708
| 1709 | 1710 | 1711 | 1712 | ► | ►►
Staatsoberhäupter  · Nekrolog   · Musikjahr
| Januar | Januar | Januar | Januar | Januar | Januar | Januar | Januar |
| Kw     | Mo     | Di     | Mi     | Do     | Fr     | Sa     | So     |
| ------ | ------ | ------ | ------ | ------ | ------ | ------ | ------ |
| 52     |        |        |        |        |        |        | 1      |
| 1      | 2      | 3      | 4      | 5      | 6      | 7      | 8      |
| 2      | 9      | 10     | 11     | 12     | 13     | 14     | 15     |
| 3      | 16     | 17     | 18     | 19     | 20     | 21     | 22     |
| 4      | 23     | 24     | 25     | 26     | 27     | 28     | 29     |
| 5      | 30     | 31     |        |        |        |        |        |

| Februar | Februar | Februar | Februar | Februar | Februar | Februar | Februar |
| Kw      | Mo      | Di      | Mi      | Do      | Fr      | Sa      | So      |
| ------- | ------- | ------- | ------- | ------- | ------- | ------- | ------- |
| 5       |         |         | 1       | 2       | 3       | 4       | 5       |
| 6       | 6       | 7       | 8       | 9       | 10      | 11      | 12      |
| 7       | 13      | 14      | 15      | 16      | 17      | 18      | 19      |
| 8       | 20      | 21      | 22      | 23      | 24      | 25      | 26      |
| 9       | 27      | 28      | 29      |         |         |         |         |

| März | März | März | März | März | März | März | März |
| Kw   | Mo   | Di   | Mi   | Do   | Fr   | Sa   | So   |
| ---- | ---- | ---- | ---- | ---- | ---- | ---- | ---- |
| 9    |      |      |      | 1    | 2    | 3    | 4    |
| 10   | 5    | 6    | 7    | 8    | 9    | 10   | 11   |
| 11   | 12   | 13   | 14   | 15   | 16   | 17   | 18   |
| 12   | 19   | 20   | 21   | 22   | 23   | 24   | 25   |
| 13   | 26   | 27   | 28   | 29   | 30   | 31   |      |

| April | April | April | April | April | April | April | April |
| Kw    | Mo    | Di    | Mi    | Do    | Fr    | Sa    | So    |
| ----- | ----- | ----- | ----- | ----- | ----- | ----- | ----- |
| 13    |       |       |       |       |       |       | 1     |
| 14    | 2     | 3     | 4     | 5     | 6     | 7     | 8     |
| 15    | 9     | 10    | 11    | 12    | 13    | 14    | 15    |
| 16    | 16    | 17    | 18    | 19    | 20    | 21    | 22    |
| 17    | 23    | 24    | 25    | 26    | 27    | 28    | 29    |
| 18    | 30    |       |       |       |       |       |       |

| Mai | Mai | Mai | Mai | Mai | Mai | Mai | Mai |
| Kw  | Mo  | Di  | Mi  | Do  | Fr  | Sa  | So  |
| --- | --- | --- | --- | --- | --- | --- | --- |
| 18  |     | 1   | 2   | 3   | 4   | 5   | 6   |
| 19  | 7   | 8   | 9   | 10  | 11  | 12  | 13  |
| 20  | 14  | 15  | 16  | 17  | 18  | 19  | 20  |
| 21  | 21  | 22  | 23  | 24  | 25  | 26  | 27  |
| 22  | 28  | 29  | 30  | 31  |     |     |     |

| Juni | Juni | Juni | Juni | Juni | Juni | Juni | Juni |
| Kw   | Mo   | Di   | Mi   | Do   | Fr   | Sa   | So   |
| ---- | ---- | ---- | ---- | ---- | ---- | ---- | ---- |
| 22   |      |      |      |      | 1    | 2    | 3    |
| 23   | 4    | 5    | 6    | 7    | 8    | 9    | 10   |
| 24   | 11   | 12   | 13   | 14   | 15   | 16   | 17   |
| 25   | 18   | 19   | 20   | 21   | 22   | 23   | 24   |
| 26   | 25   | 26   | 27   | 28   | 29   | 30   |      |

| Juli | Juli | Juli | Juli | Juli | Juli | Juli | Juli |
| Kw   | Mo   | Di   | Mi   | Do   | Fr   | Sa   | So   |
| ---- | ---- | ---- | ---- | ---- | ---- | ---- | ---- |
| 26   |      |      |      |      |      |      | 1    |
| 27   | 2    | 3    | 4    | 5    | 6    | 7    | 8    |
| 28   | 9    | 10   | 11   | 12   | 13   | 14   | 15   |
| 29   | 16   | 17   | 18   | 19   | 20   | 21   | 22   |
| 30   | 23   | 24   | 25   | 26   | 27   | 28   | 29   |
| 31   | 30   | 31   |      |      |      |      |      |

| August | August | August | August | August | August | August | August |
| Kw     | Mo     | Di     | Mi     | Do     | Fr     | Sa     | So     |
| ------ | ------ | ------ | ------ | ------ | ------ | ------ | ------ |
| 31     |        |        | 1      | 2      | 3      | 4      | 5      |
| 32     | 6      | 7      | 8      | 9      | 10     | 11     | 12     |
| 33     | 13     | 14     | 15     | 16     | 17     | 18     | 19     |
| 34     | 20     | 21     | 22     | 23     | 24     | 25     | 26     |
| 35     | 27     | 28     | 29     | 30     | 31     |        |        |

| September | September | September | September | September | September | September | September |
| Kw        | Mo        | Di        | Mi        | Do        | Fr        | Sa        | So        |
| --------- | --------- | --------- | --------- | --------- | --------- | --------- | --------- |
| 35        |           |           |           |           |           | 1         | 2         |
| 36        | 3         | 4         | 5         | 6         | 7         | 8         | 9         |
| 37        | 10        | 11        | 12        | 13        | 14        | 15        | 16        |
| 38        | 17        | 18        | 19        | 20        | 21        | 22        | 23        |
| 39        | 24        | 25        | 26        | 27        | 28        | 29        | 30        |

| Oktober | Oktober | Oktober | Oktober | Oktober | Oktober | Oktober | Oktober |
| Kw      | Mo      | Di      | Mi      | Do      | Fr      | Sa      | So      |
| ------- | ------- | ------- | ------- | ------- | ------- | ------- | ------- |
| 40      | 1       | 2       | 3       | 4       | 5       | 6       | 7       |
| 41      | 8       | 9       | 10      | 11      | 12      | 13      | 14      |
| 42      | 15      | 16      | 17      | 18      | 19      | 20      | 21      |
| 43      | 22      | 23      | 24      | 25      | 26      | 27      | 28      |
| 44      | 29      | 30      | 31      |         |         |         |         |

| November | November | November | November | November | November | November | November |
| Kw       | Mo       | Di       | Mi       | Do       | Fr       | Sa       | So       |
| -------- | -------- | -------- | -------- | -------- | -------- | -------- | -------- |
| 44       |          |          |          | 1        | 2        | 3        | 4        |
| 45       | 5        | 6        | 7        | 8        | 9        | 10       | 11       |
| 46       | 12       | 13       | 14       | 15       | 16       | 17       | 18       |
| 47       | 19       | 20       | 21       | 22       | 23       | 24       | 25       |
| 48       | 26       | 27       | 28       | 29       | 30       |          |          |

| Dezember | Dezember | Dezember | Dezember | Dezember | Dezember | Dezember | Dezember |
| Kw       | Mo       | Di       | Mi       | Do       | Fr       | Sa       | So       |
| -------- | -------- | -------- | -------- | -------- | -------- | -------- | -------- |
| 48       |          |          |          |          |          | 1        | 2        |
| 49       | 3        | 4        | 5        | 6        | 7        | 8        | 9        |
| 50       | 10       | 11       | 12       | 13       | 14       | 15       | 16       |
| 51       | 17       | 18       | 19       | 20       | 21       | 22       | 23       |
| 52       | 24       | 25       | 26       | 27       | 28       | 29       | 30       |
| 1        | 31       |          |          |          |          |          |          |

| Januar | Januar | Januar | Januar | Januar | Januar | Januar | Januar |
| Kw     | Mo     | Di     | Mi     | Do     | Fr     | Sa     | So     |
| ------ | ------ | ------ | ------ | ------ | ------ | ------ | ------ |
| 52     |        |        |        |        |        |        | 1      |
| 1      | 2      | 3      | 4      | 5      | 6      | 7      | 8      |
| 2      | 9      | 10     | 11     | 12     | 13     | 14     | 15     |
| 3      | 16     | 17     | 18     | 19     | 20     | 21     | 22     |
| 4      | 23     | 24     | 25     | 26     | 27     | 28     | 29     |
| 5      | 30     | 31     |        |        |        |        |        |

| Februar | Februar | Februar | Februar | Februar | Februar | Februar | Februar |
| Kw      | Mo      | Di      | Mi      | Do      | Fr      | Sa      | So      |
| ------- | ------- | ------- | ------- | ------- | ------- | ------- | ------- |
| 5       |         |         | 1       | 2       | 3       | 4       | 5       |
| 6       | 6       | 7       | 8       | 9       | 10      | 11      | 12      |
| 7       | 13      | 14      | 15      | 16      | 17      | 18      | 19      |
| 8       | 20      | 21      | 22      | 23      | 24      | 25      | 26      |
| 9       | 27      | 28      | 29      |         |         |         |         |

| März | März | März | März | März | März | März | März |
| Kw   | Mo   | Di   | Mi   | Do   | Fr   | Sa   | So   |
| ---- | ---- | ---- | ---- | ---- | ---- | ---- | ---- |
| 9    |      |      |      | 1    | 2    | 3    | 4    |
| 10   | 5    | 6    | 7    | 8    | 9    | 10   | 11   |
| 11   | 12   | 13   | 14   | 15   | 16   | 17   | 18   |
| 12   | 19   | 20   | 21   | 22   | 23   | 24   | 25   |
| 13   | 26   | 27   | 28   | 29   | 30   | 31   |      |

| April | April | April | April | April | April | April | April |
| Kw    | Mo    | Di    | Mi    | Do    | Fr    | Sa    | So    |
| ----- | ----- | ----- | ----- | ----- | ----- | ----- | ----- |
| 13    |       |       |       |       |       |       | 1     |
| 14    | 2     | 3     | 4     | 5     | 6     | 7     | 8     |
| 15    | 9     | 10    | 11    | 12    | 13    | 14    | 15    |
| 16    | 16    | 17    | 18    | 19    | 20    | 21    | 22    |
| 17    | 23    | 24    | 25    | 26    | 27    | 28    | 29    |
| 18    | 30    |       |       |       |       |       |       |

| Mai | Mai | Mai | Mai | Mai | Mai | Mai | Mai |
| Kw  | Mo  | Di  | Mi  | Do  | Fr  | Sa  | So  |
| --- | --- | --- | --- | --- | --- | --- | --- |
| 18  |     | 1   | 2   | 3   | 4   | 5   | 6   |
| 19  | 7   | 8   | 9   | 10  | 11  | 12  | 13  |
| 20  | 14  | 15  | 16  | 17  | 18  | 19  | 20  |
| 21  | 21  | 22  | 23  | 24  | 25  | 26  | 27  |
| 22  | 28  | 29  | 30  | 31  |     |     |     |

| Juni | Juni | Juni | Juni | Juni | Juni | Juni | Juni |
| Kw   | Mo   | Di   | Mi   | Do   | Fr   | Sa   | So   |
| ---- | ---- | ---- | ---- | ---- | ---- | ---- | ---- |
| 22   |      |      |      |      | 1    | 2    | 3    |
| 23   | 4    | 5    | 6    | 7    | 8    | 9    | 10   |
| 24   | 11   | 12   | 13   | 14   | 15   | 16   | 17   |
| 25   | 18   | 19   | 20   | 21   | 22   | 23   | 24   |
| 26   | 25   | 26   | 27   | 28   | 29   | 30   |      |

| Juli | Juli | Juli | Juli | Juli | Juli | Juli | Juli |
| Kw   | Mo   | Di   | Mi   | Do   | Fr   | Sa   | So   |
| ---- | ---- | ---- | ---- | ---- | ---- | ---- | ---- |
| 26   |      |      |      |      |      |      | 1    |
| 27   | 2    | 3    | 4    | 5    | 6    | 7    | 8    |
| 28   | 9    | 10   | 11   | 12   | 13   | 14   | 15   |
| 29   | 16   | 17   | 18   | 19   | 20   | 21   | 22   |
| 30   | 23   | 24   | 25   | 26   | 27   | 28   | 29   |
| 31   | 30   | 31   |      |      |      |      |      |

| August | August | August | August | August | August | August | August |
| Kw     | Mo     | Di     | Mi     | Do     | Fr     | Sa     | So     |
| ------ | ------ | ------ | ------ | ------ | ------ | ------ | ------ |
| 31     |        |        | 1      | 2      | 3      | 4      | 5      |
| 32     | 6      | 7      | 8      | 9      | 10     | 11     | 12     |
| 33     | 13     | 14     | 15     | 16     | 17     | 18     | 19     |
| 34     | 20     | 21     | 22     | 23     | 24     | 25     | 26     |
| 35     | 27     | 28     | 29     | 30     | 31     |        |        |

| September | September | September | September | September | September | September | September |
| Kw        | Mo        | Di        | Mi        | Do        | Fr        | Sa        | So        |
| --------- | --------- | --------- | --------- | --------- | --------- | --------- | --------- |
| 35        |           |           |           |           |           | 1         | 2         |
| 36        | 3         | 4         | 5         | 6         | 7         | 8         | 9         |
| 37        | 10        | 11        | 12        | 13        | 14        | 15        | 16        |
| 38        | 17        | 18        | 19        | 20        | 21        | 22        | 23        |
| 39        | 24        | 25        | 26        | 27        | 28        | 29        | 30        |

| Oktober | Oktober | Oktober | Oktober | Oktober | Oktober | Oktober | Oktober |
| Kw      | Mo      | Di      | Mi      | Do      | Fr      | Sa      | So      |
| ------- | ------- | ------- | ------- | ------- | ------- | ------- | ------- |
| 40      | 1       | 2       | 3       | 4       | 5       | 6       | 7       |
| 41      | 8       | 9       | 10      | 11      | 12      | 13      | 14      |
| 42      | 15      | 16      | 17      | 18      | 19      | 20      | 21      |
| 43      | 22      | 23      | 24      | 25      | 26      | 27      | 28      |
| 44      | 29      | 30      | 31      |         |         |         |         |

| November | November | November | November | November | November | November | November |
| Kw       | Mo       | Di       | Mi       | Do       | Fr       | Sa       | So       |
| -------- | -------- | -------- | -------- | -------- | -------- | -------- | -------- |
| 44       |          |          |          | 1        | 2        | 3        | 4        |
| 45       | 5        | 6        | 7        | 8        | 9        | 10       | 11       |
| 46       | 12       | 13       | 14       | 15       | 16       | 17       | 18       |
| 47       | 19       | 20       | 21       | 22       | 23       | 24       | 25       |
| 48       | 26       | 27       | 28       | 29       | 30       |          |          |

| Dezember | Dezember | Dezember | Dezember | Dezember | Dezember | Dezember | Dezember |
| Kw       | Mo       | Di       | Mi       | Do       | Fr       | Sa       | So       |
| -------- | -------- | -------- | -------- | -------- | -------- | -------- | -------- |
| 48       |          |          |          |          |          | 1        | 2        |
| 49       | 3        | 4        | 5        | 6        | 7        | 8        | 9        |
| 50       | 10       | 11       | 12       | 13       | 14       | 15       | 16       |
| 51       | 17       | 18       | 19       | 20       | 21       | 22       | 23       |
| 52       | 24       | 25       | 26       | 27       | 28       | 29       | 30       |
| 1        | 31       |          |          |          |          |          |          |

## Ereignisse

### Politik und Weltgeschehen

#### Großer Nordischer Krieg
- 28. Januar: Nach der Durchquerung von Masuren erreicht die schwedische Armee unter König Karl XII. auf ihrem Russlandfeldzug Grodno. Zar Peter befiehlt daraufhin den weiteren Rückzug seiner Armee zur litauisch-russischen Grenze. Durch die russische Taktik der verbrannten Erde machen sich bei den vorrückenden Schweden Versorgungsmängel bemerkbar, weshalb diese Mitte März nach Minsk ziehen.
- 25. Juni: Die schwedische Armee unter Karl XII. überquert die Beresina in der Nähe von Borisow und zieht nach Russland ein.
- 6./7. Juli: Russische Einheiten unter Fjodor Matwejewitsch Apraxin landen an der Südküste Finnlands und plündern und brennen die ungeschützte Stadt Porvo und andere Städte in der Umgebung nieder. Nach einigem Zögern versucht der schwedische General Georg Lybecker die Russen in eine offene Feldschlacht zu verwickeln, was jedoch misslingt, da diese bereits nach Helsingfors weitergezogen sind, das am 10. Juli geplündert wird.
- 7. Juli: Der Sozialrevolutionär Kondrati Afanassjewitsch Bulawin wird erschossen aufgefunden. Der von ihm entfesselte Aufstand der russischen Kosaken zugunsten der leibeigenen Bauern bricht daraufhin zusammen.

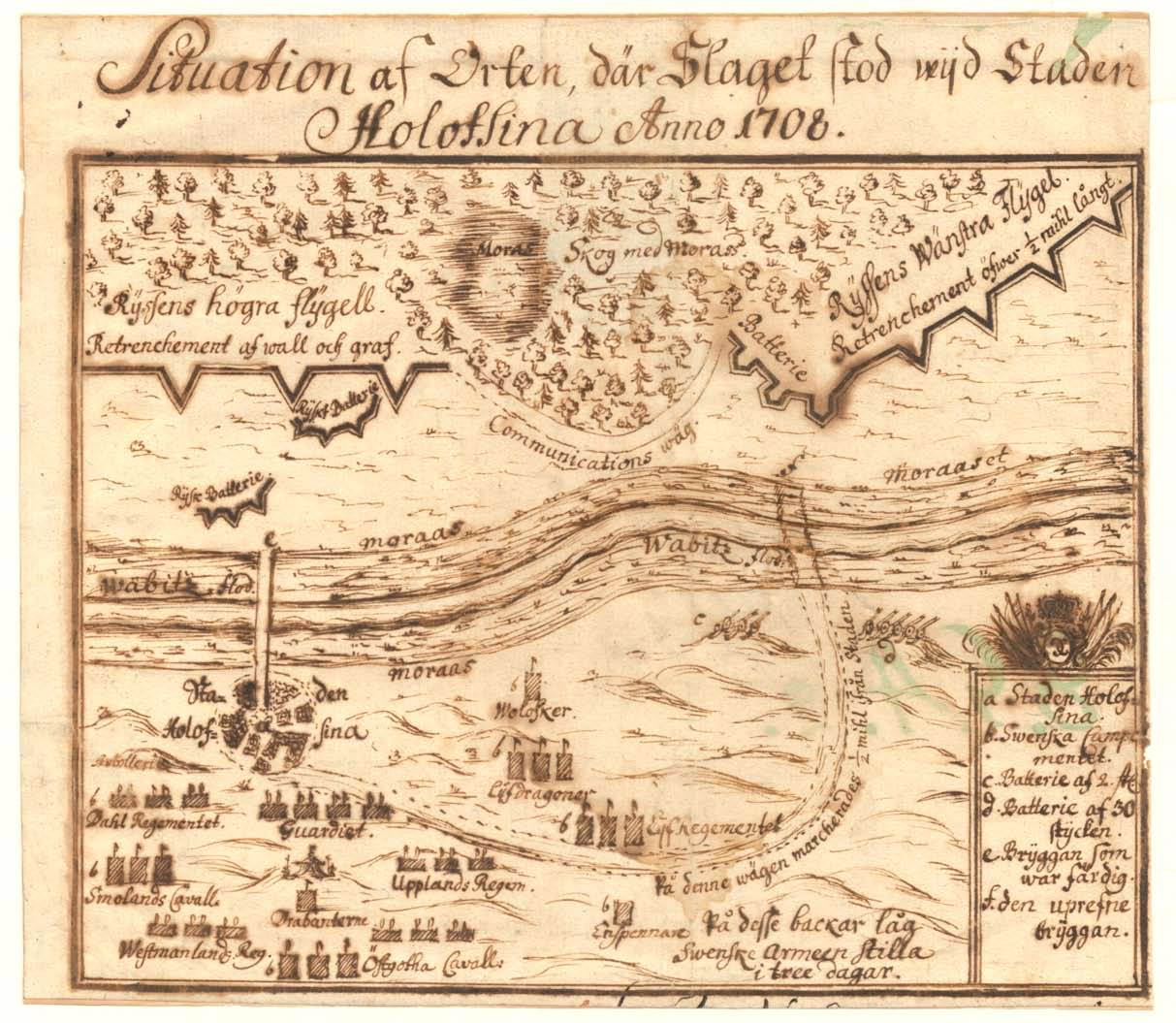
Schwedischer Schlachtplan von der Schlacht bei Golowtschin

- 14. Juli: In der Schlacht bei Golowtschin kann das schwedische Heer unter König Karl XII. eine überlegene russische Armee bezwingen.
- 10. September: Im Großen Nordischen Krieg gelingt es der zaristischen Armee in der Schlacht bei Moljatitschi nicht, das kleinere schwedische Heer heimwärts zu vertreiben.
- 9. September: Die Schlacht bei Rajowka im heutigen Weißrussland zwischen einer russischen Dragonertruppe und einem schwedischen Kavalleriekommando unter König Karl XII. endet ohne Sieger.
- August–September: Russische Truppen unter Admiral Fedor Apraxin schlagen eine versuchte Invasion Ingermanlands durch schwedische Truppen unter General Libekker zurück.
- 9. Oktober: Der russische Zar Peter I. der Große besiegt die Schweden unter General Adam Ludwig Lewenhaupt in der Schlacht bei Lesnaja und schwächt damit die Armee Karls XII. entscheidend.
- 22. November: Die Schlacht bei Koniecpol zwischen den Armeen des pro-schwedischen Königs Stanislaus I. Leszczyński von Polen-Litauen und den anti-schwedischen Anhängern des gewählten aber im Altranstädter Frieden für abgesetzt erklärten Königs August den Starken von Sachsen-Polen endet mit einem Sieg der antischwedischen Allianz.
- 24. Dezember: Die schwedische Armee unter König Karl XII. belagert die ukrainische Festung von Weprik. Die Festung kapituliert am 7. Januar 1709.

#### Spanischer Erbfolgekrieg

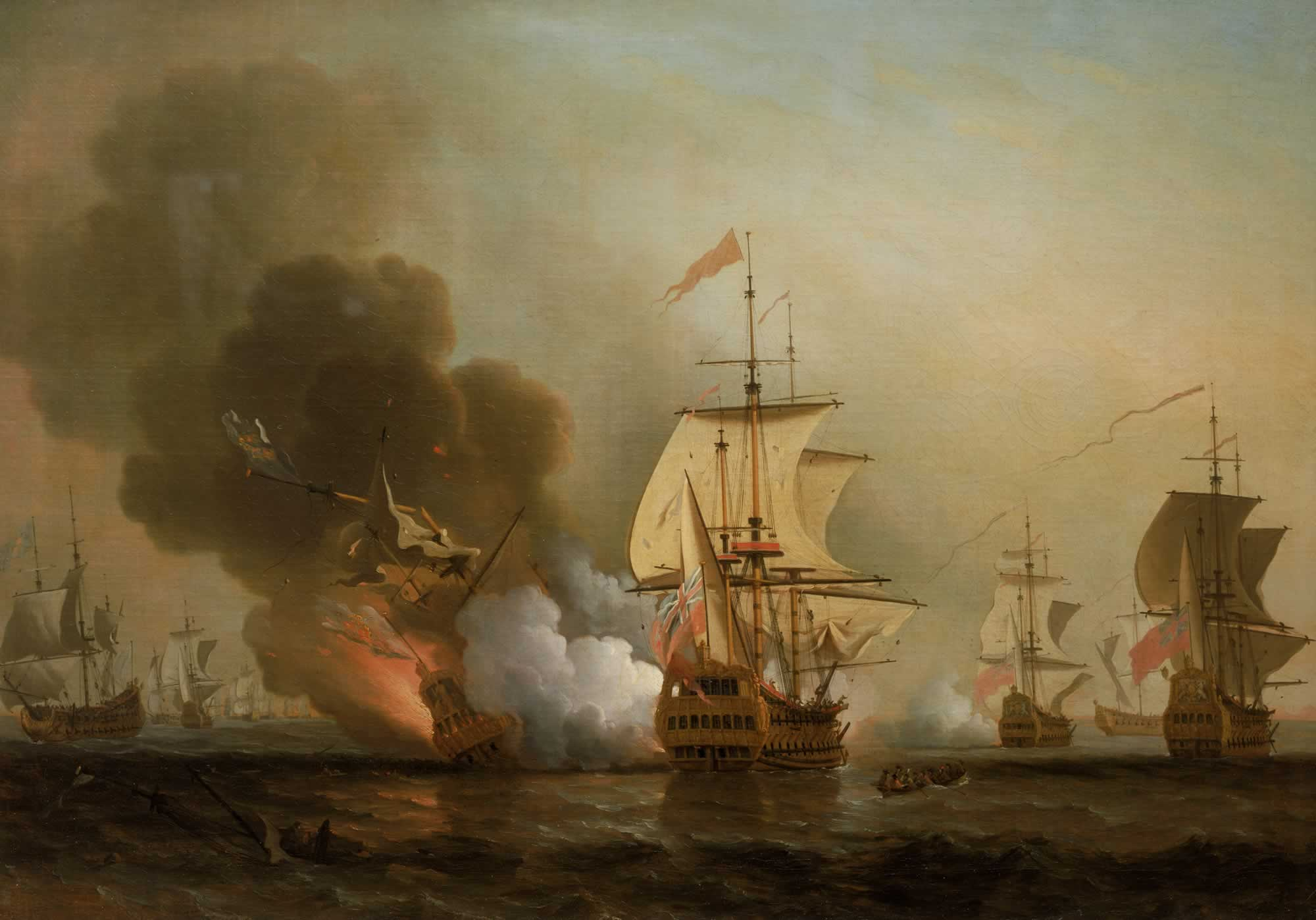
Action off Cartagena, undatiertes Ölgemälde von Samuel Scott, dargestellt ist die Explosion der San José

- 8. Juni: Rund 30 Kilometer vor Cartagena greifen britische Kriegsschiffe eine spanische Silberflotte an. Bei der Schlacht von Barú wird die Galeone San José versenkt. 578 Seeleute, Soldaten und Passagiere finden dabei den Tod, nur elf Überlebende werden später gerettet. An Bord des Schiffes befinden sich 344 Tonnen Gold- und Silbermünzen sowie 116 Kisten mit Smaragden aus dem Vizekönigreich Peru.

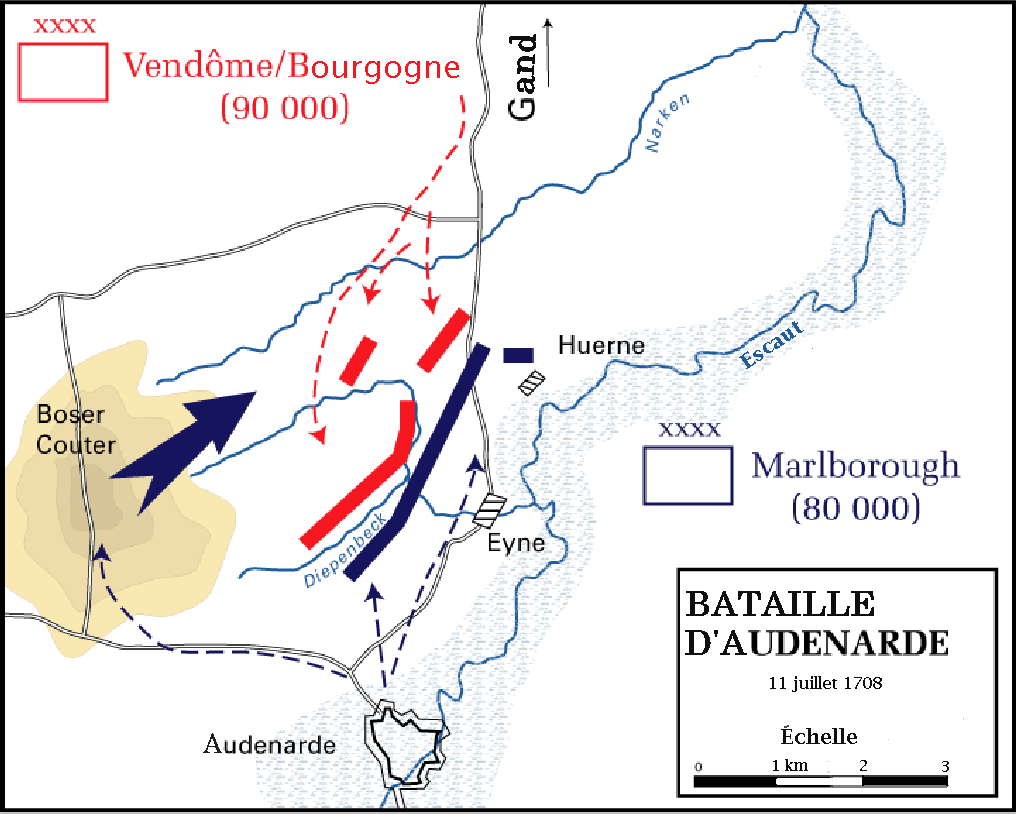
Karte der Schlacht bei Oudenaarde

- 11. Juli: Prinz Eugen von Savoyen und der Duke of Marlborough gewinnen mit ihren Truppen die Schlacht bei Oudenaarde. Obwohl die Franzosen geschlagen wurden, verhindert das Eintreffen französischer Verstärkungen am folgenden Tag die Ausnutzung dieses Sieges durch die Verbündeten.
- 1. August: Der spanische Gegenkönig Karl, der spätere Kaiser Karl VI. heiratet in Barcelona Elisabeth Christine von Braunschweig-Wolfenbüttel. Diese stiftet im gleichen Jahr den Orden der Liebe des Nächsten.
- 12. August: Die Belagerung von Lille durch britisch-kaiserliche Truppen unter Prinz Eugen von Savoyen und John Churchill, 1. Duke of Marlborough beginnt. Die Stadt wird von französischen Einheiten unter Louis-François de Boufflers verteidigt.

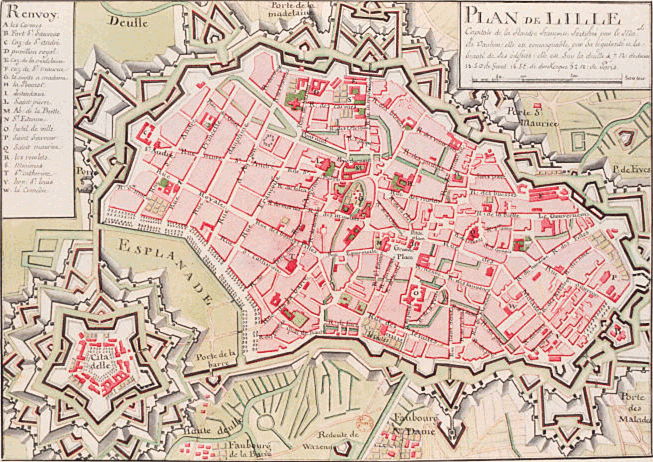
Plan der Stadt und Festung Lille

- 22. Oktober: Prinz Eugen und der Duke of Marlborough nehmen die Stadt Lille bis auf die Festung ein. Dabei kommen rund 12.000 Angreifer ums Leben.
- 10. Dezember: Nach fast viermonatigem Halten gegen die belagernden Truppen des Herzogs von Marlborough und des Prinzen Eugen von Savoyen kapituliert der französische Kommandant der Zitadelle von Lille.
- Maó (spanisch Mahón), die Hauptstadt der Baleareninsel Menorca, wird von den Briten erobert.

#### Weitere Ereignisse in West- und Nordeuropa
- 13. März: Eine von König Ludwig XIV. entsandte französische Flotte mit einer 5000 Mann starken Invasionsarmee für Schottland, mit dem schottischen Thronanwärter James Francis Edward Stuart, dreht aus Furcht vor britischen Kriegsschiffen erfolglos wieder ab.
- 21. Juni: Mit dem Tod des dänischen Kaufmanns Frederik von Gabel neigt sich die Gabelzeit auf den Färöern ihrem Ende zu. Sie gilt als die dunkelste Phase in der Geschichte der Färöer.

#### Weitere Ereignisse in Mittel- und Osteuropa
- 24. Mai: Kaiser Joseph I. lässt im Comacchiokrieg durch General Claude Alexandre de Bonneval die zum Kirchenstaat gehörende italienische Grafschaft Comacchio besetzen, die er als Reichslehen sieht. Die Kaiserlichen beginnen die Stadt zu befestigen und errichten ein Tor mit einer Inschrift, die den kaiserlichen Anspruch bekräftigt. Dieses Vorgehen ist der letzte Auslöser, der zum offenen Konflikt mit Papst Clemens XI. führt.
- 3. August: Der habsburgische Feldmarschall Sigbert Heister leitet mit einem Sieg bei Trenčín über ein fast 15.000 Mann starkes Kuruzenheer unter Franz II. Rákóczi das Ende des Aufstandes in Ungarn ein.
- 29. Dezember: Verwaltungsreform in Russland: Das Land wird in 8 Gouvernements unterteilt.
- Die neunte Kurwürde des Herzogs Ernst August von Hannover (vor 1692 Braunschweig-Lüneburg), die ihm durch Kaiser Leopold I. 1692 verliehen worden ist, wird vom Reichstag anerkannt.

#### Afrika
- 30. Juni: Der äthiopische Kaiser Tekle Haymanot I. aus der Salomonischen Dynastie, der sich mit der Ermordung seines allgemein verehrten Vaters Iyasu I. unbeliebt gemacht hat, wird auf einer Reise von seinen Höflingen ermordet. Sein dreijähriger Sohn Na’od II. kommt auf den Thron, wird jedoch schon nach einem Tag abgesetzt und in ein Kloster auf dem Berg Wehni gebracht. Yostos, der das einflussreiche Amt des Bejirond innehat, bringt Iyasus Bruder Theophilus als negus auf den Kaiserthron und wird dafür in den Rang eines Ras erhoben. Theophilus beginnt mit der Bestrafung derjenigen, die mit der Ermordung seines Bruders in Zusammenhang standen. Zahlreiche Menschen werden hingerichtet, unter ihnen auch Iyasus Ehefrau Kaiserin Malakotawit. Doch es gelingt auch Theophilus nicht, seine Herrschaft zu stabilisieren.
- Houessou Akaba, vierter König von Dahomey im heutigen Benin, stirbt an den Blattern. Da sein einziger Sohn Agbo Sassa erst zehn Jahre alt ist, wird sein Bruder Dossou Agadja sein Nachfolger.

### Wirtschaft
- Fürst Meinrad II. von Hohenzollern-Sigmaringen errichtet in Laucherthal eine Eisenschmelze, aus der sich das Unternehmen Zollern entwickelt. Zunächst wird hier oberirdisch gefundenes Bohnerz verhüttet.

### Wissenschaft und Technik
- Oktober: In Meißen gelingt es Johann Friedrich Böttger und Ehrenfried Walther von Tschirnhaus erstmals in Europa Porzellan zu erzeugen.
- Der französische Entdecker François Leguat veröffentlicht in London eine Beschreibung seiner Abenteuer auf der Insel Rodrigues einschließlich seiner naturkundlichen Beobachtungen unter dem Titel Voyages et aventures de François Leguat et de ses compagnons en deux isles désertes des Indes orientales. Hierin werden auch Arten wie der Rodrigues-Solitär, der Rodrigues-Sittich sowie Echsen der Gattung Phelsuma beschrieben, wahrscheinlich Phelsuma gigas und Phelsuma edwardnewtoni.
- Schriftreform in Russland: Zar Peter lässt die kyrillische Schrift überarbeiten und vereinfachen.

### Kultur

#### Johann Sebastian Bach

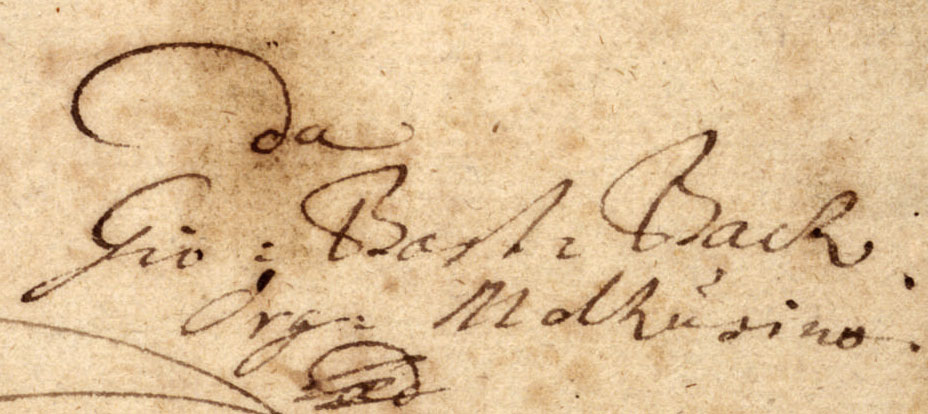
Bachs eigenhändiger Namenszug auf dem Deckblatt der Kantate „Gott ist mein König“, 1708

- 4. Februar: Johann Sebastian Bachs Kirchenkantate Gott ist mein König wird anlässlich des Ratswechsels in der Freien Reichsstadt Mühlhausen uraufgeführt.
- Johann Sebastian Bach komponiert in Weimar die Toccata C-Dur. Er ist dabei im Stil stark von Dietrich Buxtehude beeinflusst.

#### Georg Friedrich Händel

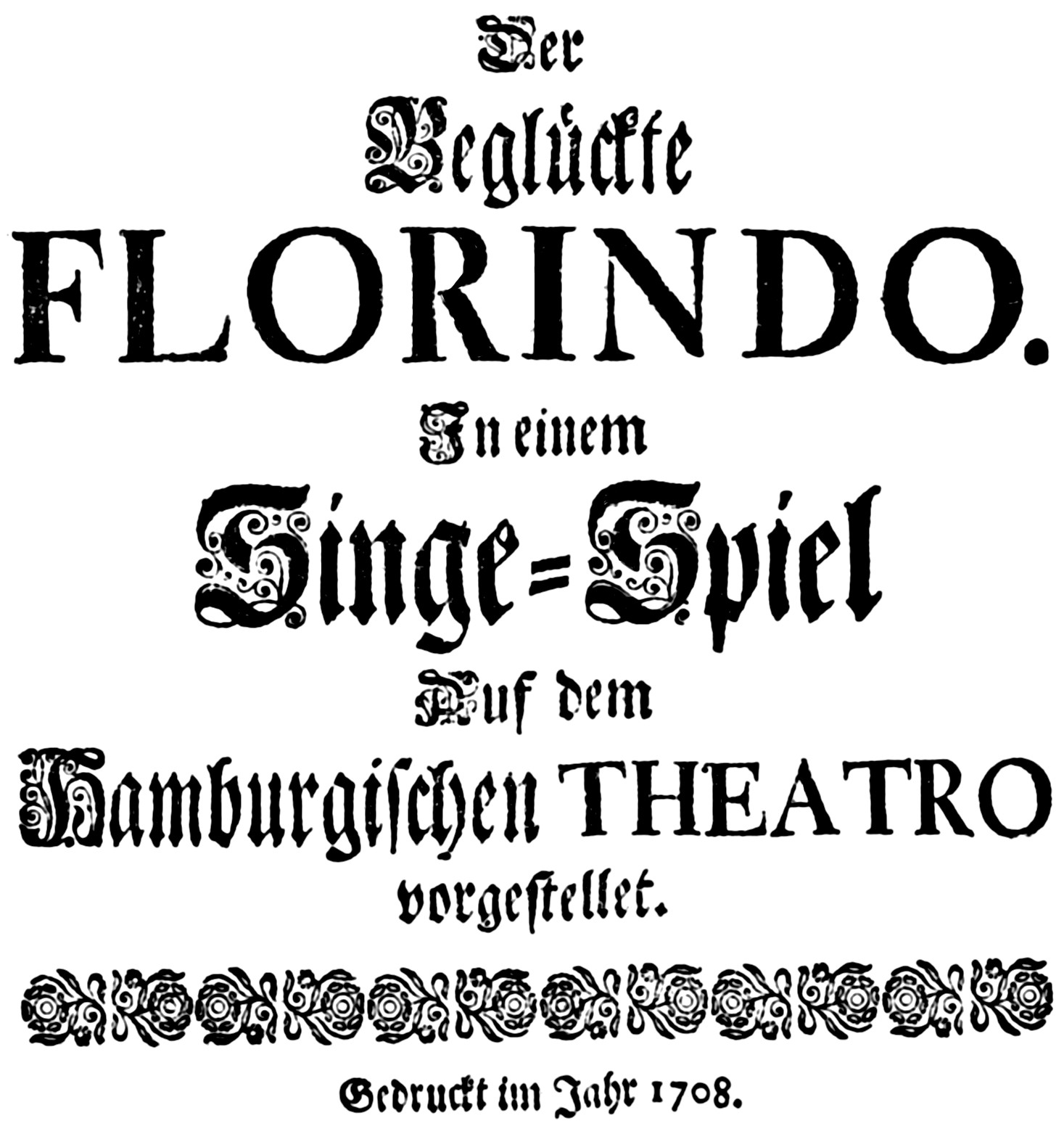
Florindo, Titelseite des Textbuches

- Januar: Georg Friedrich Händels dritte Oper Der beglückte Florindo und seine vierte Oper Die verwandelte Daphne, beide auf ein Libretto von Hinrich Hinsch haben ihre Uraufführung am Theater am Gänsemarkt in Hamburg. Beide Werke gelten heute als großteils verschollen.
- 8. April: Das Oratorium La Resurrezione von Georg Friedrich Händel wird unter der Leitung von Arcangelo Corelli in Rom im privaten Rahmen uraufgeführt und am nächsten Tag wiederholt.
- 19. Juli: Aci, Galatea e Polifemo, eine dramatische Kantate bzw. eine Serenata a tre in einem Teil von Georg Friedrich Händel mit einem Libretto von Nicola Giuvo, wird in Neapel zur Hochzeit von Tolomeo Saverio Gallio, dem Herzog von Alvito, mit Beatrice Tocco di Montemiletto uraufgeführt.

#### Weitere Uraufführungen
- 4. September: Die Uraufführung der Oper Amor tra nemici von Attilio Ariosti findet in Berlin statt.

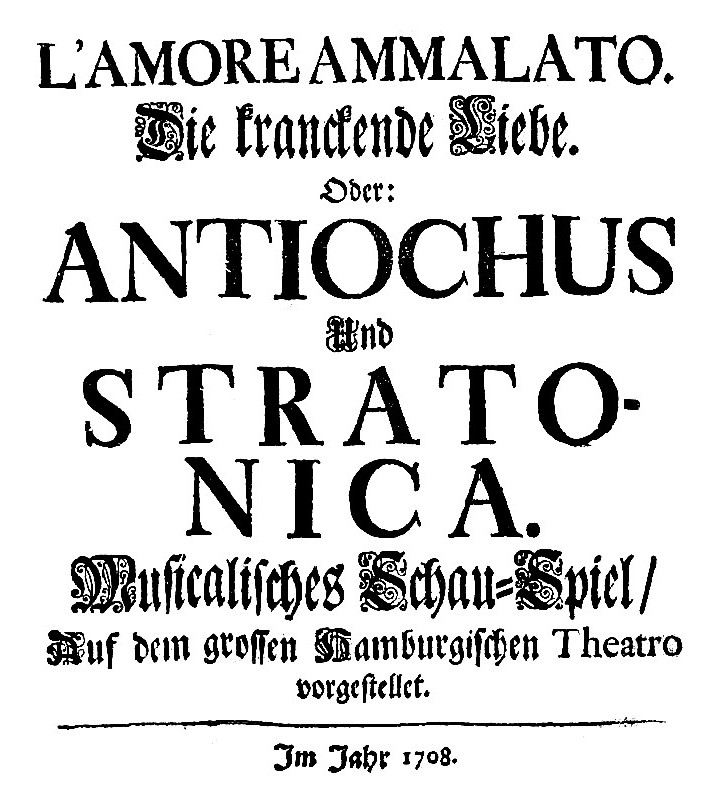
Titelseite des Librettos

- Christoph Graupners Oper Antiochus und Stratonica auf ein Libretto von Barthold Feind wird am Theater am Gänsemarkt in Hamburg uraufgeführt. Die Sopranistin Margaretha Susanna Kayser debütiert in der Rolle der Mirtenia.

### Gesellschaft

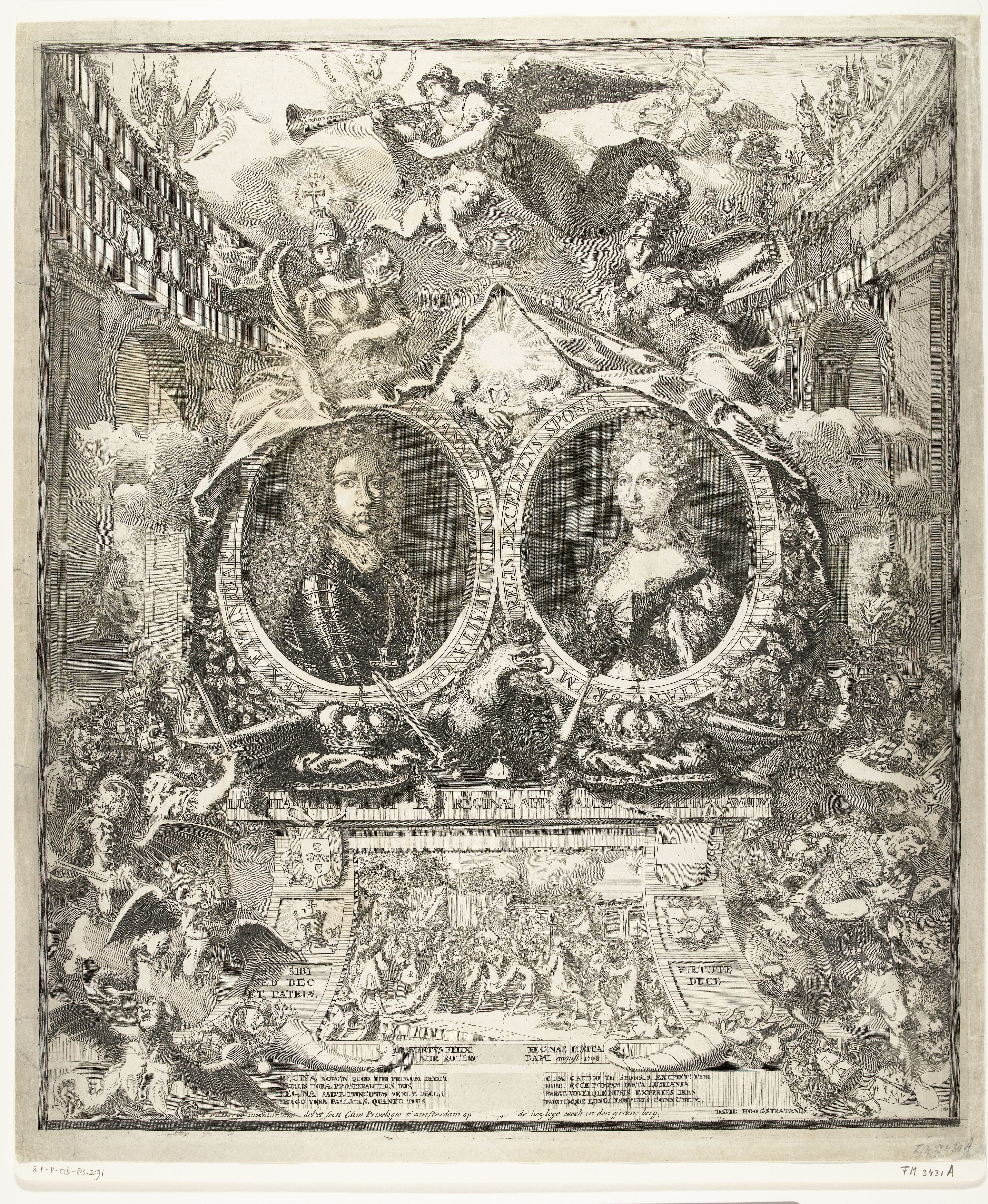
Die Hochzeit Johanns mit Maria Anna

- 27. Oktober: König Johann V. von Portugal aus dem Haus Braganza heiratet Erzherzogin Maria Anna von Österreich. Eine Trauung per Stellvertreter hat schon am 9. Juli in Wien stattgefunden.
- Die Berchtesgadener Weihnachtsschützen werden gegründet.

### Religion
- 7. April: Das Opernhaus am Taschenberg in Dresden wird im Auftrag des zum Katholizismus konvertierten Kurfürsten Friedrich August I. von Sachsen zur Hofkapelle umgeweiht. Den Umbau hat Johann Christoph von Naumann geleitet; für die Einrichtung war Raymond Leplat zuständig.

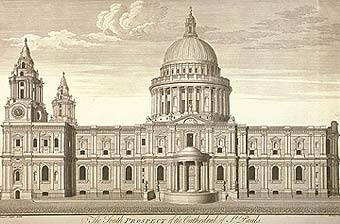
Der endgültige Entwurf von Christopher Wren

- 26. Oktober: Die nach Plänen von Christopher Wren errichtete St Paul’s Cathedral in London wird eingeweiht. Auch danach finden noch jahrelang Bauarbeiten statt.

### Katastrophen, Natur und Umwelt
- Von 1708 bis 1714 wütet die Pest in Siebenbürgen, Polen, Litauen, Ostpreußen, Kurland, Livland, Estland, Pskow und Nowgorod in Russland, Finnland, Schweden, Hinterpommern und Schwedisch-Pommern, Dänemark, Schleswig-Holstein, Hamburg und Bremen-Verden, Ungarn, Böhmen und Mähren, Österreich und der Oberpfalz. In Danzig sterben von Juli bis Dezember 23.000 Menschen, fast die Hälfte der Bevölkerung.
- Der Winter 1708/1709 ist für Mittel-, Ost- und Südosteuropa einer der härtesten des Jahrtausends. Die Wintersaat und Weinstöcke erfrieren. Das ist einer der Gründe für die Massenauswanderung der Pfälzer im folgenden Jahr. Siehe Jahrtausendwinter von 1708/1709

## Geboren

### Erstes Halbjahr
- 07. Januar: Johann Gottlob Weidler, deutscher Rechtswissenschaftler († 1750)
- 25. Januar: Pompeo Batoni, italienischer Maler († 1787)
- um den 25. Januar: William Hayes, englischer Organist und Komponist († 1777)
- 03. Februar: Johann Michael Hartung, deutscher Orgelbauer († 1763)

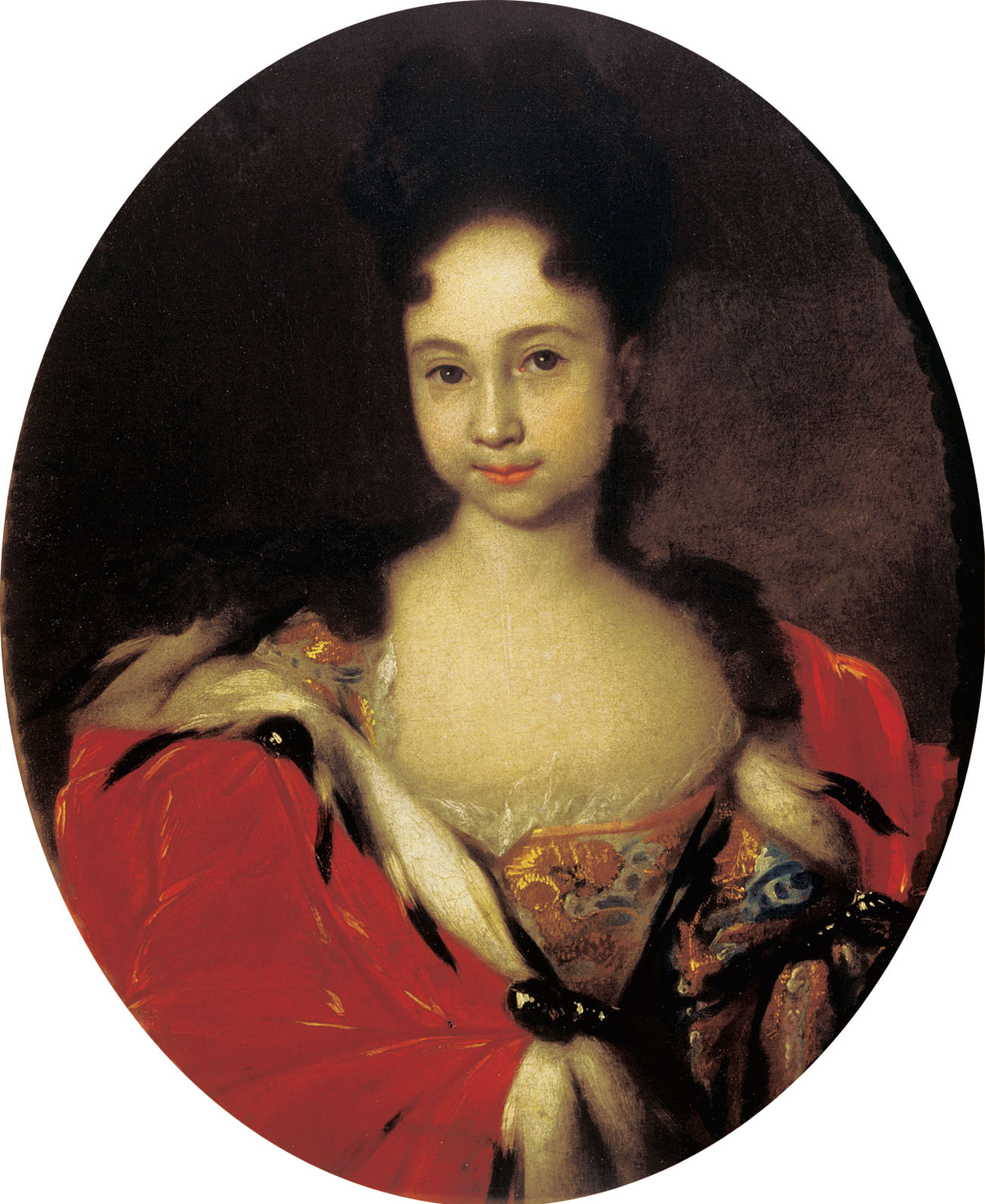
Anna Petrowna als Kind, (Gemälde von Iwan Nikititsch Nikitin)

- 06. Februar: Anna Petrowna, russische Adelige, Tochter Peters des Großen († 1728)
- 14. Februar: Christian Andreas Cothenius, Arzt in Deutschland († 1789)
- 14. Februar: Diego José Navarro García de Valladares, spanischer Kolonialbeamter, Kapitan General von Kuba († 1784)
- 16. Februar: Adam Friedrich von Seinsheim, Fürstbischof von Würzburg und Bamberg († 1779)
- 25. Februar: Felix Benda, böhmischer Komponist († 1768)
- 25. Februar: Jane Colman Turell, neuenglische Dichterin († 1735)
- 17. März: Johanna Magdalena von Sachsen-Weißenfels, Herzogin von Kurland († 1760)
- 03. April: Antoine-Gaspard Boucher d’Argis, französischer Jurist und Enzyklopädist († 1791)
- 03. April: Johann Georg Walther, deutscher Pädagoge, Rhetoriker und Ethnologe († 1761)
- 11. April: Ferdinand Bonaventura II. von Harrach, österreichischer Staatsmann, Diplomat und Großindustrieller († 1778)
- 19. April: Zacharias Vogel, deutscher Arzt in Lübeck († 1772)
- 23. April: Friedrich von Hagedorn, deutscher Dichter († 1754)
- 28. April: Johann Rudolph Engau, deutscher Rechtswissenschaftler († 1755)
- April: Johann Eberhard Hoffmann, Bürgermeister von Elberfeld († 1767)
- 05. Mai: Johann Adolf Scheibe, deutsch-dänischer Komponist († 1776)
- 13. Mai: Maximilian Friedrich von Königsegg-Rothenfels, Erzbischof von Köln († 1784)
- 21. Mai: Manuel de Guirior, spanischer Offizier, Kolonialverwalter und Vizekönig von Neugranada und Peru († 1788)
- 30. Mai: Daniel Gralath der Ältere, deutscher Physiker und Bürgermeister der Danziger Rechtstadt († 1767)
- 08. Juni: Joseph Franz Bonaventura von Schönborn-Wiesentheid, Landesherr der Herrschaft Wiesentheid und Vizedom zu Aschaffenburg († 1772)
- 18. Juni: Sigmund von Attems-Petzenstein, österreichischer Historiker und Landverweser († 1758)

### Zweites Halbjahr
- 06. Juli: Ignaz Finsterwalder, deutscher Stuckateur († 1772)
- 08. Juli: Johann Jakob Zeiller, österreichischer Maler († 1783)
- 17. Juli: Friedrich Christian, Markgraf von Bayreuth († 1769)
- 04. August: Christian Rudolf Schmidt, nassauischer Schreiner († 1753)
- 19. August: Friedrich Gottfried Houck, deutscher Rechtswissenschaftler († 1767)
- 22. August: Johann David Steinmüller, deutscher evangelisch-lutherischer Theologe († 1767)
- 27. August: Giovanna Maria Farussi, italienische Schauspielerin, Mutter Giacomo Casanovas († 1776)
- 08. September: Adam Struensee, deutscher evangelischer Theologe und Generalsuperintendent von Schleswig-Holstein († 1791)
- 09. September: Poul Egede, dänischer Grönland-Missionar († 1789)
- 09. September: Moyse Garrigue, Juwelier und Gerichtsassessor der Französischen Kolonie zu Magdeburg († 1750)
- 16. September: Johann Caspar Richter, Kaufmann, Ratsherr und Ratsbaumeister in Leipzig († 1770)
- 22. September: Leopold Ernst von Firmian, Fürstbischof von Passau und Kardinal († 1783)
- 26. September: Ignaz Sichelbarth, in China tätiger deutsch-böhmischer Jesuiten-Missionar und Maler († 1780)
- 30. September: Franz Leopold von Nádasdy, österreichischer Feldmarschall und Ban von Kroatien († 1783)
- 02. Oktober: José de Mascarenhas da Silva e Lencastre, Herzog von Aveiro, portugiesischer Adeliger († 1759)
- 03. Oktober: Frans Burman, niederländischer reformierter Theologe († 1793)
- 16. Oktober: Albrecht von Haller, Schweizer Mediziner, Botaniker und Wissenschaftspublizist († 1777)
- 22. Oktober: Ludwig Günther II., Fürst von Schwarzburg-Rudolstadt († 1790)
- 01. November: Johann Peter Jäger, Kurmainzer Hofstuckateur und Architekt († 1790)
- 05. November: Josef Bonaventura Pitter, böhmischer Mönch und Historiker († 1764)
- 15. November: William Pitt, 1. Earl of Chatham, Premierminister von Großbritannien († 1778)

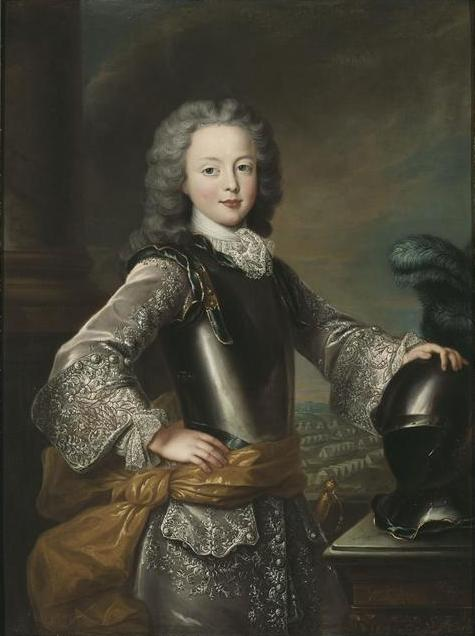
Franz Stephan von Lothringen als Kind (etwa 1715)

- 08. Dezember: Franz I. Stephan von Lothringen, Kaiser des Heiligen Römischen Reiches († 1765)
- 08. Dezember: Friedrich von Dönhoff, preußischer Oberst, Kammerherr und Ritter des Ordens Pour le Mérite († 1769)
- 08. Dezember: Charles Hanbury Williams, britischer Diplomat, Schriftsteller und Satiriker († 1759)
- 16. Dezember: Rochus Friedrich zu Lynar, deutscher Diplomat in dänischen Diensten († 1781)
- 20. Dezember: André Jordan, deutscher Kaufmann, Hofjuwelier und Wechselhändler († 1778)
- 27. Dezember: Johann Albrecht von Bülow, preußischer General der Infanterie († 1776)

### Genaues Geburtsdatum unbekannt
- Johann Wolfgang van der Auwera, Würzburger Bildhauer († 1756)
- Mary Ball, koloniale Landadelige in Virginia, Mutter George Washingtons († 1789)
- Matthäus Claunigk, Orgelbauer in der Niederlausitz und Begründer des Sonnewalder Orgelbaus († 1781)
- Hannah Glasse, britische Kochbuchautorin († 1770)
- Kelsang Gyatsho, siebter Dalai Lama († 1757)
- Louise Eleonore von Schöning, preußische Adelige († 1784)

## Gestorben

### Erstes Quartal
- 01. Januar: Adam Eckenbrecht von der Malsburg, hessen-kasselischer Staatsbeamter und Politiker (* 1656)
- 01. Januar: Esdras Edzardus, deutscher Theologe und Judenmissionar (* 1629)
- 11. Januar: Gustav Carlsson von Börring, schwedischer Adeliger, Graf von Börring und Herr von Lindholm (* 1649)

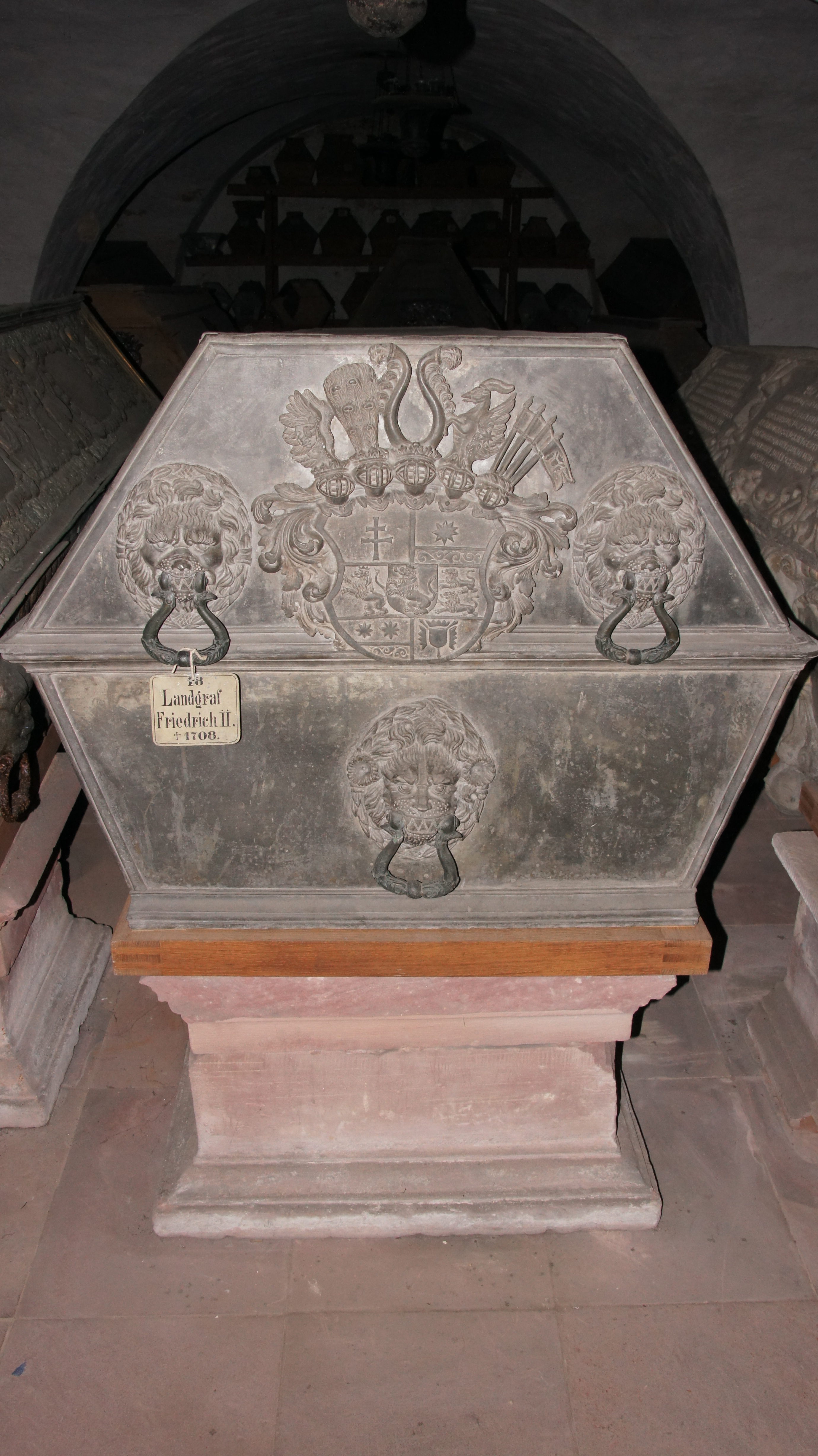
Sarg Friedrichs II. in der Gruft des Landgrafenschlosses

- 24. Januar: Friedrich II., Landgraf von Hessen-Homburg (* 1633)
- 01. Februar: Ferdinand Gobert von Aspremont-Lynden, Graf von Reckheim (* um 1645)
- 01. Februar: Wolfgang Steinböck, österreichischer Steinmetzmeister und Bildhauer (* 1650)
- 02. Februar: Johann Ulrich Pregizer III., Tübinger Historiker, Rhetoriker und Jurist (* 1647)
- vor dem 9. Februar: Wilhelm Stettler, Schweizer Maler (* 1643)
- 18. Februar: Wilhelm Rettinghaus, deutscher Amerikamigrant, mennonitischer Prediger und Papierfabrikant in Pennsylvania (* 1644)
- 21. Februar: Detlev Clüver, deutscher Mathematiker, Astronom und Philosoph (* um 1645)
- 01. März: Nikolaus Hanneken, deutscher Arzt und Stadtphysicus von Lübeck (* 1639)
- 03. März: Sigmund Carl von Castel-Barco, Fürstbischof von Chiemsee (* 1661)
- 04. März: August Benedict Carpzov, deutscher Rechtswissenschaftler (* 1644)
- 08. März: Niklaus Bernoulli, Basler Gewürzhändler, Stammvater einer Mathematiker- und Physikerdynastie (* 1623)
- 13. März: John Pole, 3. Baronet, englischer Politiker (* 1649)
- 17. März: Antoine de Reynold, Schweizer römisch-katholischer Geistlicher (* um 1643)
- 18. März: Georg Thormann, Schweizer evangelischer Geistlicher (* 1655)
- 19. März: Samuel Rodigast, deutscher Dichter (* 1649)
- 25. März: Jakob Friedrich Rühle, deutscher Jurist, Reichsritter und Geheimer Rat, Syndikus der Stadt Heilbronn sowie Visitator der Universität Tübingen (* 1630)

### Zweites Quartal
- 04. April: Johann Rudolf Sinner, Schweizer Staatsmann (* 1632)
- 05. April: Christian Heinrich von Brandenburg-Kulmbach, deutscher Adeliger (* 1661)
- 15. April: Friedrich von Lüdinghausen Wolff, deutscher Jesuit, kaiserlicher Capellan, Berater des Kaisers Leopold, Kanzler der Universität Leopoldina in Breslau (* 1643)
- 20. April: Damaris Cudworth Masham, britische Philosophin (* 1658/1659)
- 23. April: Christian August, Herzog von Pfalz-Sulzbach (* 1622)
- April: Abraham Storck, niederländischer Marinemaler (* 1644)
- 03. Mai: Carlo Antonio Carlone, italienischer Baumeister (* um 1635)

Franz von Montmorency-Laval

- 06. Mai: François de Montmorency-Laval, erster katholischer Bischof in Kanada (* 1623)
- 11. Mai: Jules Hardouin-Mansart, französischer Architekt (* 1646)
- 12. Mai: Adolf Friedrich II., Herzog zu Mecklenburg-Strelitz (* 1658)
- vor dem 13. Mai: Giovanni Battista Draghi, italienischer Organist, Cembalist und Komponist (* um 1670)
- 18. Mai: Arvid Axel Mardefelt, schwedischer Offizier und Vertrauter Karls XII. (* 1655)
- 08. Juni: Andreas Trost, bayerischer Kupferstecher (* 1657)
- 10. Juni: Friedrich von Ahlefeldt, Herr der Herrschaften Rixingen (Réchicourt), Langeland, General und Statthalter (* 1662)
- 15. Juni: Romeyn de Hooghe, niederländischer Kupferstecher (* 1645)
- 21. Juni: Frederik von Gabel, dänischer Kaufmann und Statthalter der dänischen Krone auf den Färöern (* 1640er)
- 28. Juni: Melchor Liñán y Cisneros, spanischer Bischof und Kolonialbeamter, Vizekönig von Peru (* 1629)
- 30. Juni: Christian Eberhard, Fürst von Ostfriesland (* 1665)
- 30. Juni: Tekle Haymanot I., äthiopischer Negus (* 1684)

### Drittes Quartal
- 05. Juli: Ferdinando Carlo von Gonzaga-Nevers, Herzog von Mantua und Montferrat sowie Fürst von Arches (* 1652)
- 07. Juli: Konrad Samuel Schurzfleisch, deutscher Historiker, Polyhistor und Bibliothekar (* 1641)
- 21. Juli: Conrad von Reventlow, dänischer Premierminister und Großkanzler (* 1644)
- 01. August: Edward Tyson, englischer Arzt und Zoologe (* 1650)
- 04. August: Vincenzo de Grandis, italienischer Kapellmeister und Komponist (* 1631)
- 15. August: Jacob von Sandrart, Kupferstecher, Kunsthändler und Verleger in Nürnberg (* 1630)
- 19. August: Gotthelf Friedrich von Schönberg, Besitzer der Rittergüter Bieberstein, Lockwitz und Trebitz sowie kursächsischer Hof- und Justizrat (* 1631)
- 03. September: Christian Liebe, deutscher Komponist und Organist (* 1654)
- um den 8. September: Evert Collier, niederländischer Maler (* 1642)

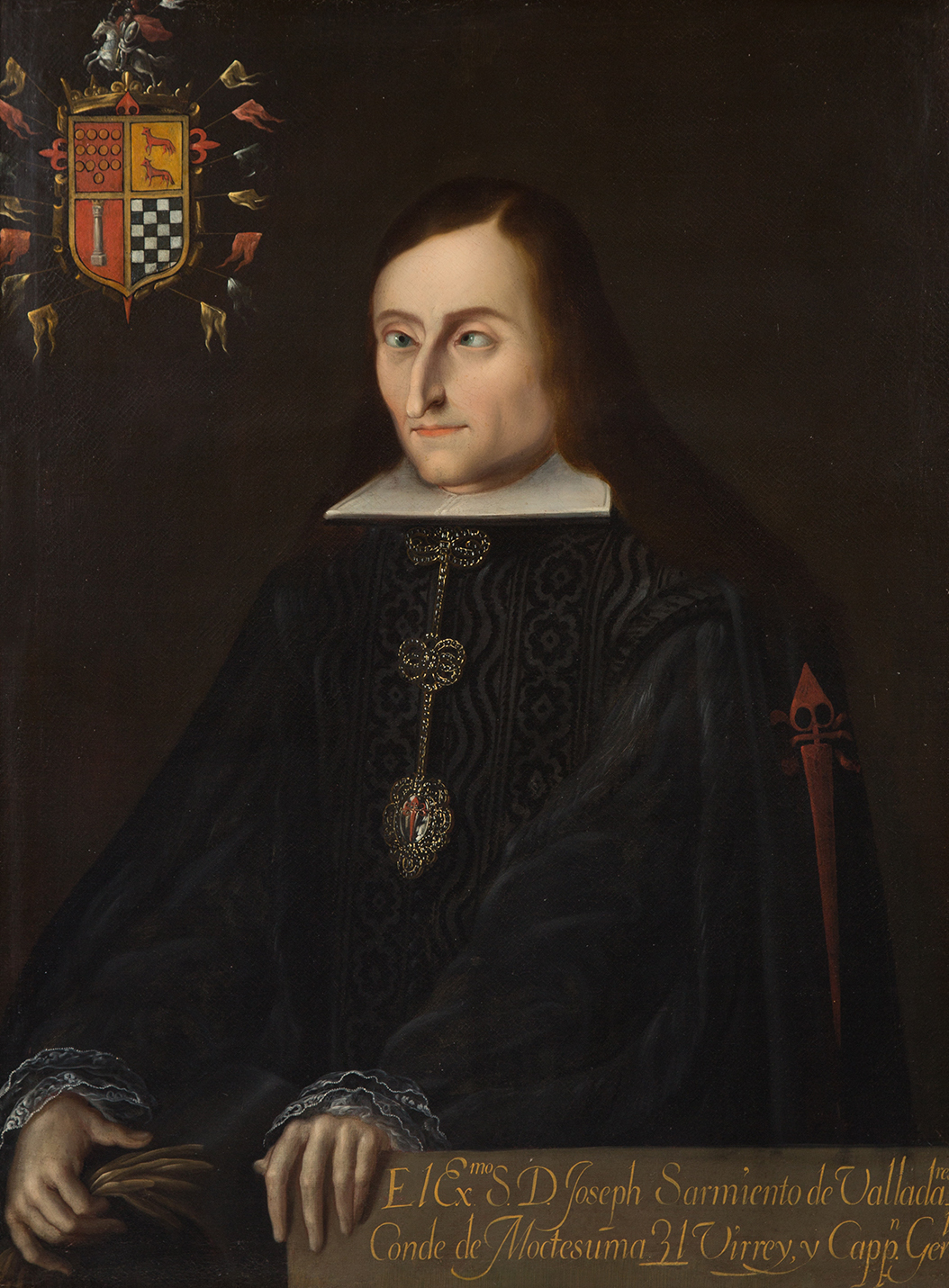
José Sarmiento Valladares

- 10. September: José Sarmiento Valladares, spanischer Kolonialbeamter, Vizekönig von Neuspanien (* 1643)
- 14. September: Johann Baptist Adolph, deutscher Jesuit und Bühnendichter (* 1657)
- 30. September: Bärmann Fränkel, Landesrabbiner der Markgrafschaft Ansbach in Fürth (* 1645/1658)

### Viertes Quartal
- 01. Oktober: John Blow, englischer Komponist (* 1649)
- 01. Oktober: John Coggeshall, Vizegouverneur der Colony of Rhode Island and Providence Plantations (* 1619)
- 02. Oktober: Anne-Jules de Noailles, Marschall von Frankreich (* 1650)
- 07. Oktober: Gobind Singh, indischer Guru des Sikhismus (* 1666)

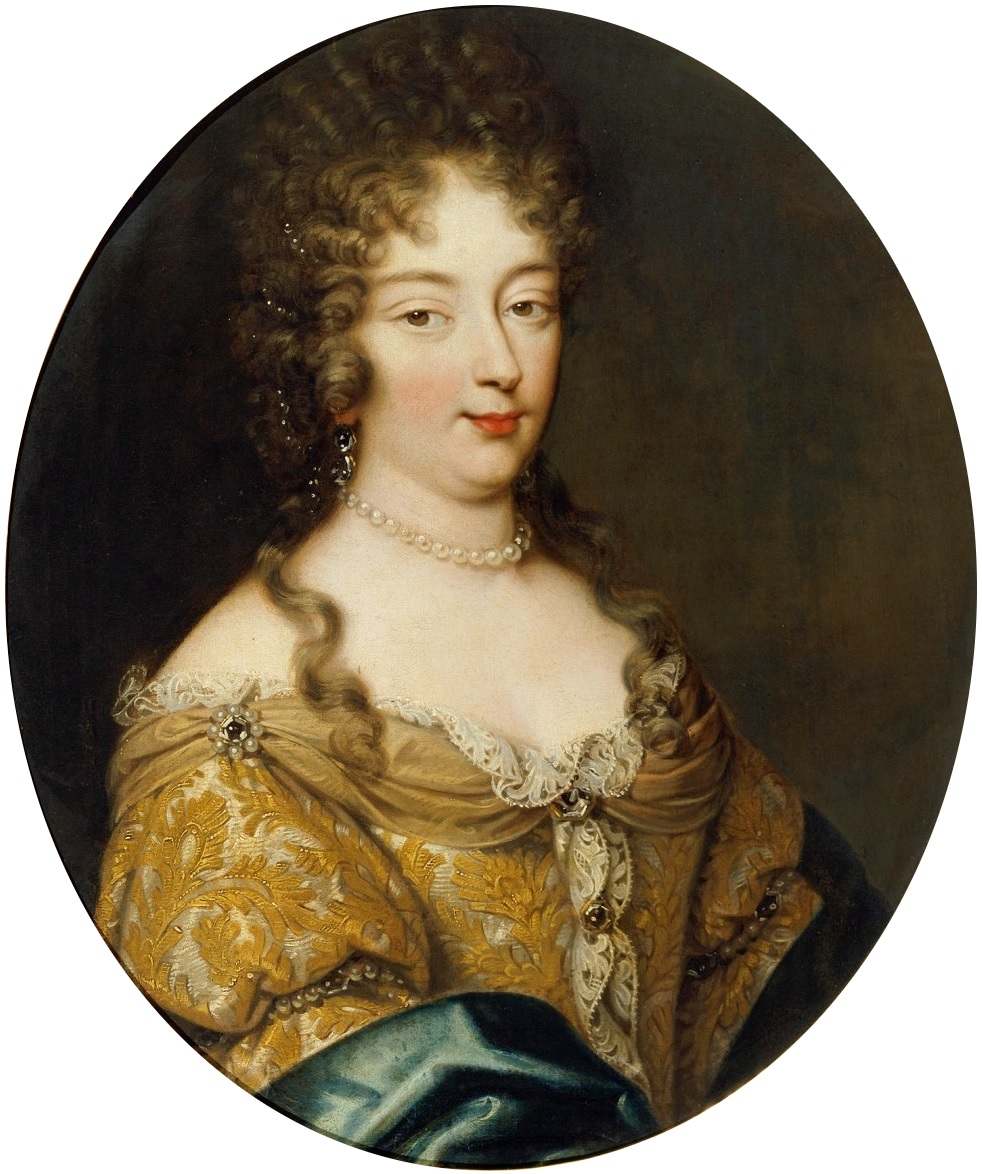
Olympia Mancini, Gräfin von Soissons

- 09. Oktober: Olympia Mancini, Gräfin von Soissons, Mazarinette und Mätresse Ludwigs XIV. (* 1639)
- 11. Oktober: Ehrenfried Walther von Tschirnhaus, deutscher Naturwissenschaftler (* 1651)
- 13. Oktober: Friedrich von Hessen-Darmstadt, Prinz von Hessen-Darmstadt und russischer General (* 1677)
- 18. Oktober: Heinrich von Nassau-Ouwerkerk, niederländischer Militär (* 1640)
- 21. Oktober: Christian Weise, deutscher Schriftsteller, Dramatiker und Pädagoge (* 1642)
- 28. Oktober: Franz Martinelli, österreichischer Architekt (* 1651)
- 02. November: Antoine de La Fosse, französischer Diplomat und Dramatiker (* 1653)
- 04. November: Johann Heinrich Keller, Schweizer Tischler und Verfasser eines Vorlagenwerks (* 1627)
- 04. November: Henriette Catharina von Oranien-Nassau, Fürstin von Anhalt-Dessau (* 1637)
- 07. November: Ludolf Bakhuizen, deutscher Marinemaler in Holland (* 1630)
- 08. November: Georg von Dänemark, Ehemann der britischen Königin Anne (* 1653)
- 20. November: Paul Strudel, österreichischer Bildhauer (* 1648)
- 27. November: John Greene, Vizegouverneur der Colony of Rhode Island and Providence Plantations (* 1620)
- 05. Dezember: Seki Takakazu, japanischer Mathematiker (* 1637/1642?)

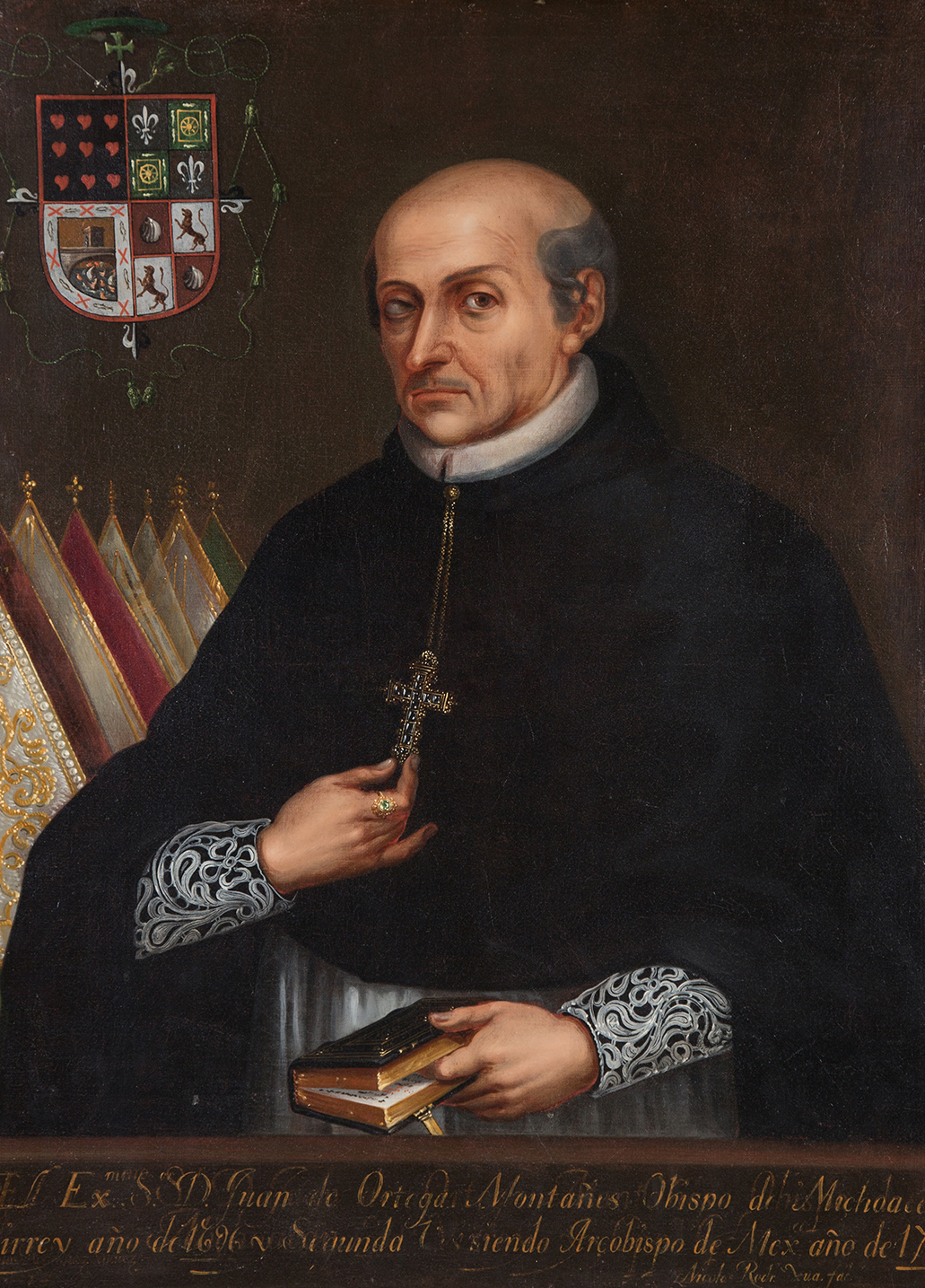
Juan Ortega y Montañés, Erzbischof von Mexiko

- 16. Dezember: Juan Ortega y Montañés, Erzbischof von Mexiko und Vizekönig von Neuspanien (* 1627)
- 20. Dezember: Willem van Bemmel, niederländischer Maler (* 1630)
- 20. Dezember: Henry Thynne, englischer Politiker (* 1675)
- 22. Dezember: Hedwig Sophia von Schweden, Herzogin von Schleswig-Holstein-Gottorf (* 1681)
- 24. Dezember: Otto de la Bourde, Fürstbischof von Gurk (* 1630)
- 28. Dezember: Joseph Pitton de Tournefort, französischer Botaniker und Forschungsreisender (* 1656)

### Genaues Todesdatum unbekannt
- Houessou Akaba, König von Dahomey (* vor 1685)
- Johann Anton Coberg, deutscher Komponist, Organist und Cembalist (* 1650)
- Pieter Rembrantsz van Nierop, niederländischer Kartograph, Astronom, Mathematiker und Landvermesser (* 1640)
- Cornelisz van Outhoorn, Kaufmann der Niederländischen Ostindien-Kompanie und Leiter der Niederlassung Dejima in Nagasaki
- Georg Ludwig Stäbenhaber, deutscher Bauingenieur und Kartograf (* 1640)